# تحليل توتر صوت
يعد تحليل توتر الصوت وتحليل توتر الصوت على الكمبيوتر تقنية زائفة تهدف إلى استنتاج الخداع من قياس التوتر في الصوت. يسجل تحليل توتر الصوت على الكمبيوتر الصوت البشري باستخدام الميكروفون، وتعتمد التقنية على مبدأ أن المحتوى غير اللفظي منخفض التردد للصوت ينقل معلومات حول الحالة الفيزيولوجية، والنفسية للمتكلم. تهدف التكنولوجيا، التي تستخدم عادة في مجالات التحقيق، إلى التمييز بين النواتج المتوترة والنواتج غير المتوترة عن طريق الاستجابة للمنبهات (على سبيل المثال، الأسئلة المطروحة)، مع اعتبار التوتر العالي مؤشرًا على الخداع.
يُعد استخدام تحليل توتر الصوت للكشف عن الخداع أمرًا مثيرًا للجدل. ركزت المناقشات حول تطبيق تحليل توتر الصوت على ما إذا كانت هذه التقنية يمكنها بالفعل كشف التوتر على نحو موثوق به، وإذا كان الأمر كذلك، فهل يمكن استنتاج الخداع من هذا التوتر. جادل النقاد بأنه «حتى لو كان بالإمكان قياس التوتر بشكل موثوق من الصوت» فإن هذا سيكون مشابهًا إلى حد كبير لقياس التوتر باستخدام جهاز كشف الكذب، على سبيل المثال، وجميع الانتقادات التي تتمحور حول اختبار جهاز كشف الكذب تنطبق على تحليل توتر الصوت أيضًا. وجدت مراجعة عام 2002 لأحدث التقنيات التي أجريت لوزارة العدل الأمريكية العديد من التحديات التقنية للتكنولوجيا، بما في ذلك نفس المشكلة المتمثلة في تحديد الخداع. عند مراجعة الكتابات حول فعالية تحليل توتر الصوت في عام 2003، خلص المجلس القومي للبحوث إلى أنه، «بشكل عام، يقدم هذا البحث والاختبارات القليلة الخاضعة للمراقبة والتي أجريت على مدى العقد الماضي أساسًا علميًا قليلًا أو معدومًا لاستخدام تحليل توتر الصوت على الكمبيوتر أو ما شابه ذلك من أجهزة قياس الصوت». راجعت ورقة منشورة عام 2003 في صحيفة برسيدينغس أوف ميتينغس أون أكوستكس «عدم قابلية التطبيق العلمي» لمبادئه و«ادعاءات لا أساس لها من الدعاية العدوانية من بائعي أدوات تحليل توتر الصوت».  
سُمح باستخدام الاعتراف الذي أعقب فحص توتر الصوت باعتباره دليلًا في قضية في ويسكونسن في عام 2014. في قضية قتل ستيفاني كرو البالغة من العمر 12 عامًا، أخِذت اعترافات الثلاثة المشتبه بهم أثناء خضوعهم لتحليل توتر الصوت ووجد القاضي فيما بعد أنها باطلة، قدمت الشركة المصنعة لمعدات تحليل توتر الصوت لاحقًا تسوية من خلال دعوى قضائية زعمت فيها أنها كانت مسؤولة عن الضرر الذي لحق بالمشتبه بهم الثلاثة. في حالة مماثلة، اعترف دونوفان ألين زورًا بقتل والدته بعد فشله في اختبار تحليل توتر الصوت. جرت تبرئته بعد 15 عامًا بناءً على تبرئة أدلة الحمض النووي. أُجري لـ جورج زيمرمان تحليل لتوتر الصوت بعد أن أطلق النار على المراهق تريفان مارتن من فلوريدا في عام 2012.